# Prodavnica najmanjih ljubimaca (crtana serija)
Prodavnica najmanjih ljubimaca je kanadsko–američka dečija animirana serija iz 2012, razvijena od strane američkih producenata Julie McNally-Cahill i Tima Cahill za kompaniju Hasbro. Rađena je po originalnoj seriji i lutki Blajt koje su u vlasništvu Hasbro-a. Serija prati mladu tinejdžerku, Blajt Bakster, koja se seli u gradsko područje i dobija moć da razgovara sa životinjama. Blizu njenog apartmana nalazi se mala prodavnica ljubimaca gde Blajt radi. U Americi je premijerno prikazana 10. novembra 2012. i stekao je veliku popularnost. Poslednja episoda je premijerno prikazana 4. juna 2016. te je tada sa ukupno 104 epizoda serija završila karijeru.

## Radnja
Serija prati Blajt Bakster, tinejdžerku koja živi sa svojim tatom pilotom koji se zove Rodžer. Povodom promocije njenog tate, morali su da se odsele u apartman u velikom gradu punom ljudi. Njihov apartman se nalazi blizu Prodavnice najmanjih ljubimaca, prodavnice ljubimaca koja je dom velikog broja ljubimaca, gde Blajt radi kao modni dizajner. Njena avantura počinje kada shvati da može da razume sve ljubimce u prodavnici, a kasnije i sve ljubimce na svetu.

## Povezani proizvodi

### Video igrica za mobilne uređaje
Uz dogovor sa Hasbrom, kompanija Gameloft je razvila mobilnu igricu rađenu po crtanoj seriji. Izašla je iste godine kada je crtana serija premijerno objavljena u Americi, rađena po žanru igara tipa izgradnje grada. Igrica daje mogućnost na osvajanje 150 različitih vrsta malih ljubimaca sa kojim se mogu igrati različite vrste mini igara.

## Emitovanje i sinhronizacija
- U Srbiji, Crnoj Gori, Bosni i Hercegovini i Makedoniji serija je 2013. počela sa emitovanjem na mađarskom kanalu Minimaks TV[1] na srpskom jeziku. Sinhronizaciju je radio studio Studio.[4] Kasnije, u decembru iste godine, prva sezona ove serije se sa ovom sinhronizacijom emitovala i na TV Ultra.[тражи се извор] Tri sezone su sinhronizovane, a na DVD-ju je objavljeno 12 epizoda.[5]
- U oktobru 2015, u istim državama je prikazana i nova sinhronizacija na srpskom jeziku sa drugačijom glumačkom postavom (sem Marka Markovića koji se pojavljuje u obe sinhronizacije) koju je radio studio Blu haus.[2] Sinhronizovana je samo druga sezona i emitovana premijerno na Mini,[2] a 2018. i na RTS 2.[3] 16 epizoda je objavljeno na DVD-ju.[6]

## Spisak epizoda
Svaka od 4 sezona sadrži 26 epizoda.

## Likovi i uloge
| Ime lika                     | Uloga |
| ---------------------------- | ----- |
| Blajt Bakster                |       |
| Rodžer Bakster               |       |
| Britni Biskit                |       |
| Vitni Biskit                 |       |
| Fišer Biskit                 |       |
| Fransoa LeGrand              |       |
| Ana Tumbli (Ana Tvombli)     |       |
| Kristi                       |       |
| Jangmi Song                  |       |
| S(j)u Peterson               |       |
| Džasper Džouns               |       |
| Džoš Šarp                    |       |
| Medison                      |       |
| Mekena Nikol                 |       |
| Zoi Trent                    |       |
| Peper Klark                  |       |
| Minka Mark                   |       |
| Peni Ling                    |       |
| Rasel Ferguson               |       |
| Sunil Nevla                  |       |
| Vini Terio                   |       |
| Madam Pom                    |       |
| Baterkrim Sandej (Puslica)   |       |
| Šugar Sprinkls (Šećerlemica) |       |

## Spoljašnje veze
- Prodavnica najmanjih ljubimaca на веб-сајту  (језик: енглески)